# Ancourt
Ancourt is een gemeente in het Franse departement Seine-Maritime (regio Normandië) en telt 721 inwoners (2011). De plaats maakt deel uit van het arrondissement Dieppe.

## Geografie
De oppervlakte van Ancourt bedraagt 12,4 km², de bevolkingsdichtheid is 58,1 inwoners per km².
De onderstaande kaart toont de ligging van Ancourt met de belangrijkste infrastructuur en aangrenzende gemeenten.

## Demografie
Onderstaande figuur toont het verloop van het inwonertal (bron: INSEE-tellingen).